# Blepharolauxania trichocera
Blepharolauxania trichocera är en tvåvingeart som beskrevs av Friedrich Georg Hendel 1926. Blepharolauxania trichocera ingår i släktet Blepharolauxania och familjen lövflugor.
Artens utbredningsområde är Peru. Inga underarter finns listade i Catalogue of Life.